# تپه کهنه کند
تپه کهنه کند مربوط به دوران‌های تاریخی پس از اسلام است و در شهرستان بوئین‌زهرا، داخل شهر واقع شده و این اثر در تاریخ ۲۵ خرداد ۱۳۸۱ با شمارهٔ ثبت ۵۸۰۰ به‌عنوان یکی از آثار ملی ایران به ثبت رسیده است.